# Feldkirchen (Bassa Baviera)
Feldkirchen è un comune tedesco di 1 979 abitanti, situato nel land della Baviera.